# Mitsuteru Yokoyama
Mitsuteru Yokoyama (横山 光輝, Yokoyama Mitsuteru, 18 de junho, 1934 – 15 de abril, 2004) foi um famoso artista de mangás japonês. Suas obras incluem Tetsujin 28-go (conhecido como Homem de Aço no Brasil ou Gigantor nos Estados Unidos), Robô Gigante, Akakage, Babel II, Sally, a bruxa ou A bruxita Sally (título em Portugal), Princesa Cometa, Kagemaru do Clã Iga e uma adaptação da novela chinesa Foras-da-lei do Pântano. Também passou para os quadrinhos biografias de personagens históricos como Tokugawa Ieyasu, Toyotomi Hideyoshi, Oda Nobunaga, Takeda Shingen e Date Masamune.
Mas a obra de sua vida foram os sessenta volumes da "Crônica dos Três Reinos"  (em japonês: 三国志 Sangokushi), uma adaptação do Romance dos Três Reinos, um clássico da literatura chinesa. Esses volumes foram publicados entre 1971 e 1986 na revista Comic Tom, da Ushio Editora. Em 1991, uma versão animada foi feita pela TV Tokyo e o mangá foi premiado pela Associação de Cartunistas Japoneses.
Yokoyama morreu em um incêndio em sua casa em Tóquio. Foi encontrado inconsciente e com queimaduras graves em seu quarto. Levado às pressas a um hospital perto de sua casa, não resistiu e morreu 16 horas depois. Fumante inveterado (chegava a fumar 70 cigarros por dia), tudo indica que sua morte foi causada por ter adormecido com um cigarro aceso na mão.

## Pioneirismo
Mitsuteru Yokoyama é considerado um dos grandes pioneiros do mangá e do animê, junto com Osamu Tezuka e Shotaro Ishinomori. Ele iniciou alguns gêneros nos quadrinhos que estenderam sua influência até os dias de hoje.
Quando criança, por ter testemunhado a destruição de sua cidade natal, Kobe, por causa dos bombardeios americanos durante a Segunda Guerra Mundial, Yokoyama concebeu a ideia de um robô gigante que ajudaria a proteger seu país de qualquer ameaça. Estava criado o embrião de Tetsujin 28-go (lit. Homem de Ferro número 28), que foi lançado como mangá em 1956, ganhou fama internacional e se tornou o precursor de todos os mangás e animês subsequentes protagonizados por robôs gigantes, conhecidos como gênero Mecha, cujos exemplos mais recentes incluem Neon Genesis Evangelion e Transformers.
Em 1966, inspirado pela série de TV norte-americana Bewitched (A Feiticeira, no Brasil), criou o mangá Mahou Tsukai Sariー (lit. A feiticeira Sally), precursor de todo o estilo de histórias em quadrinhos de bruxas adolescentes (mahou shoujo) dentro do gênero maior de shojo mangá.